# Blackbird (chanson de Norma John)
Pour les articles homonymes, voir Blackbird.
Chansons représentant la Finlande au Concours Eurovision de la chanson
Sing It Away
(2016) Monsters
(2018)
Blackbird (en français « Merle ») est la chanson de Norma John qui représentera la Finlande au Concours Eurovision de la chanson 2017 à Kiev, en Ukraine.
La Finlande participe à la première demi-finale, le 9 mai 2017, mais n'est pas qualifiée pour la finale.

## Sélection
La chanson a été choisie via l'émission de sélection Uuden Musiikin Kilpailu le 28 janvier 2017. Le résultat est déterminé par 50 % de télévote et 50 % de votes d'un jury.